# Rachunek kosztów
Rachunek kosztów (ang. Cost Accounting) – proces gromadzenia informacji o procesach gospodarczych (zaopatrzenie, produkcja, zbycie, zarządzanie) występujących w przedsiębiorstwie, a następnie ich grupowanie i interpretacja w celu dostarczenia decydentom informacji potrzebnych do oceny sytuacji, podejmowania decyzji oraz prowadzenia kontroli nad podległym im podmiotem gospodarczym. Rachunek kosztów pozwala na badanie procesu produkcji i związanych z nią rzeczywistych kosztów pomagając zapewnić współmierność kosztów i przychodów.
Rachunek kosztów, jako system ewidencji oparty na podstawowych zasadach rachunkowości stanowi część składową systemu rachunkowości przedsiębiorstwa. W wyniku przywiązywania w praktyce gospodarczej coraz większej uwagi do kwestii kosztów i rozszerzania przedmiotu badań, rachunek kosztów ewoluował do rangi dyscypliny naukowej zwanej rachunkowością zarządczą.
Istotą rachunku kosztów jest dostarczanie informacji o kosztach działalności przedsiębiorstwa i kontrola generowanych kosztów. W literaturze przedmiotu rachunek kosztów definiowany jest jako:
- ogół czynności zmierzających do ustalenia, w różnych przekrojach zinterpretowania, wyrażonej w pieniądzu wysokości nakładów dokonanych w jednostce gospodarczej w określonym czasie i określonym przeznaczeniu,

- nazwa stosowana w odniesieniu do dyscypliny naukowej oraz do systemów objaśniających powstawanie kosztów w podmiotach mikroekonomicznych nastawionych na zysk. Rachunek kosztów, rozumiany jako system dostarcza obecnie informacji o kosztach, przychodach i wynikach dla procesów zarządzania, realizowanych w krótkim i długim okresie,

- proces identyfikowania, gromadzenia, przetwarzania, prezentowania i interpretowania informacji o kosztach dla dokonywania ocen i decyzji przez użytkowników tych informacji,

- to proces ustalania kosztów prowadzenia działalności gospodarczej, polegającej na wytwarzaniu i sprzedaży wyrobów i świadczeń usług,

- rachunek kosztów polega na badaniu i transformowaniu, według przyjętego modelu i norm, informacji o kosztach i przychodach działań przeszłych, bieżących i zamierzonych celu wspomagania zarządzania podmiotem.